# 堤徳三
堤 徳三（つつみ とくぞう、1904年〈明治37年〉 - 没年不明）は、日本の音楽家、実業家。堤商店会長。

## 経歴
東京府士族・堤徳蔵の長男。1926年、慶應義塾大学卒業。江南産業、堤不動産、新橋興業各社長、堤商事代表取締役。堤商店取締役・同社長・同会長、結核予防会評議員、東京砂糖取引所理事などをつとめる。

## 人物
族籍は東京府士族、会社重役であった。住所は東京市大森区南千束、東京都千代田区一番町で東京都港区在籍。別宅は神奈川県三浦郡逗子町小坪。

## 家族・親族
堤家
- 父・徳蔵（1876年 - ?、砂糖問屋、堤商店、硫黄島産業各社長[1]、東京士族[5]）
- 妻・みどり子（1912年 - 1942年、東京、本居長世の長女）[5]

親戚
- 堤甲子三（堤商店代表）
- 黒川武雄（虎屋、菓子商）
- 本居長世（作曲家）